# 大学桥 (西雅图)
大学桥（英語：University Bridge）是一座位于华盛顿州西雅图的双叶式上开桥，东湖大道由西雅图东湖向南和由西雅图大学区向北的车流从大学桥跨越波蒂奇湾。大桥建成于1919年，设计最大跨径为66（217英尺）。1933年大桥进行了改建，时任美国总统富兰克林·德拉诺·罗斯福参加了改建后大桥的落成典礼。1982年7月16日，大桥被列入美国国家史迹名录。

## 陷坑威胁
2007年5月2日，靠近大学桥南端的一条61（24英寸）主供水管破裂，导致破裂处形成了一个3（9.8英尺）宽的陷坑，大桥因此被迫关闭。陷坑还吞噬了两辆停在附近的车子。主供水管的破裂还使得东湖附近片区内的供水质量和水压受到不同程度影响，出现了水龙头流出的无法饮用的棕色水的情况，包括许多餐馆在内的一部分店铺被迫关闭。同时，连接分支供水管的12（39英尺）主供水管也存在破裂可能。大桥关闭还导致西雅图大学区和中心城区的地面交通受到严重影响。在市政工人倾倒了约31立方（41立方碼）混凝土加固大桥南面基座后，大桥最终于3日重新开放。

## 占领西雅图运动
2011年11月17日，大学桥由于示威的原因在晚间高峰时段关闭了约一个半小时，大桥的关闭使得大学区周边的交通陷入混乱。示威者中包括了占领西雅图运动的抗议者、学生、工会工人和教会领袖。此次抗议是全美范围内针对基础设施、医疗和教育预算削减的抗议运动中的一部分。

## 图集

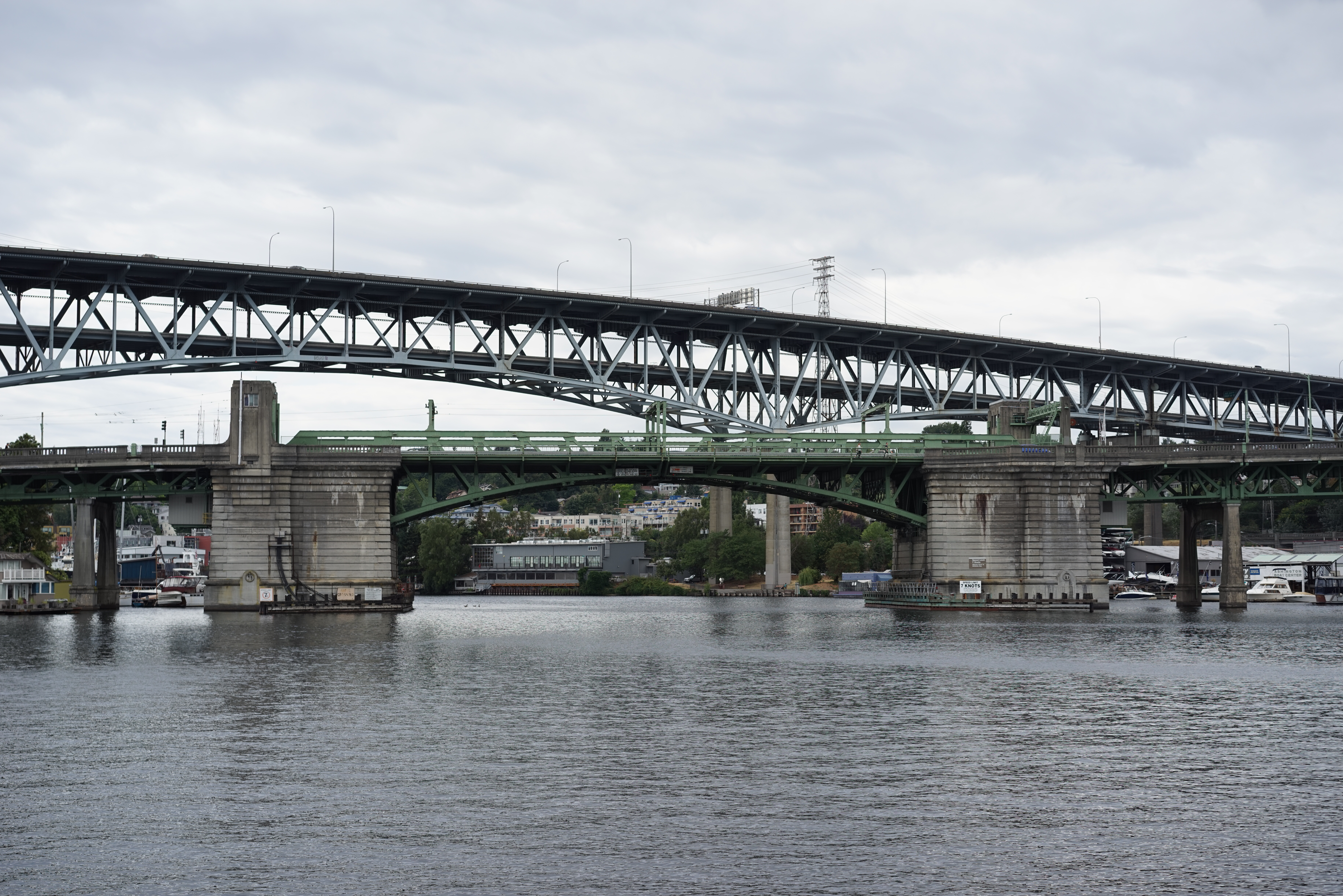
由东望向大桥，背景中的桥梁为运河桥
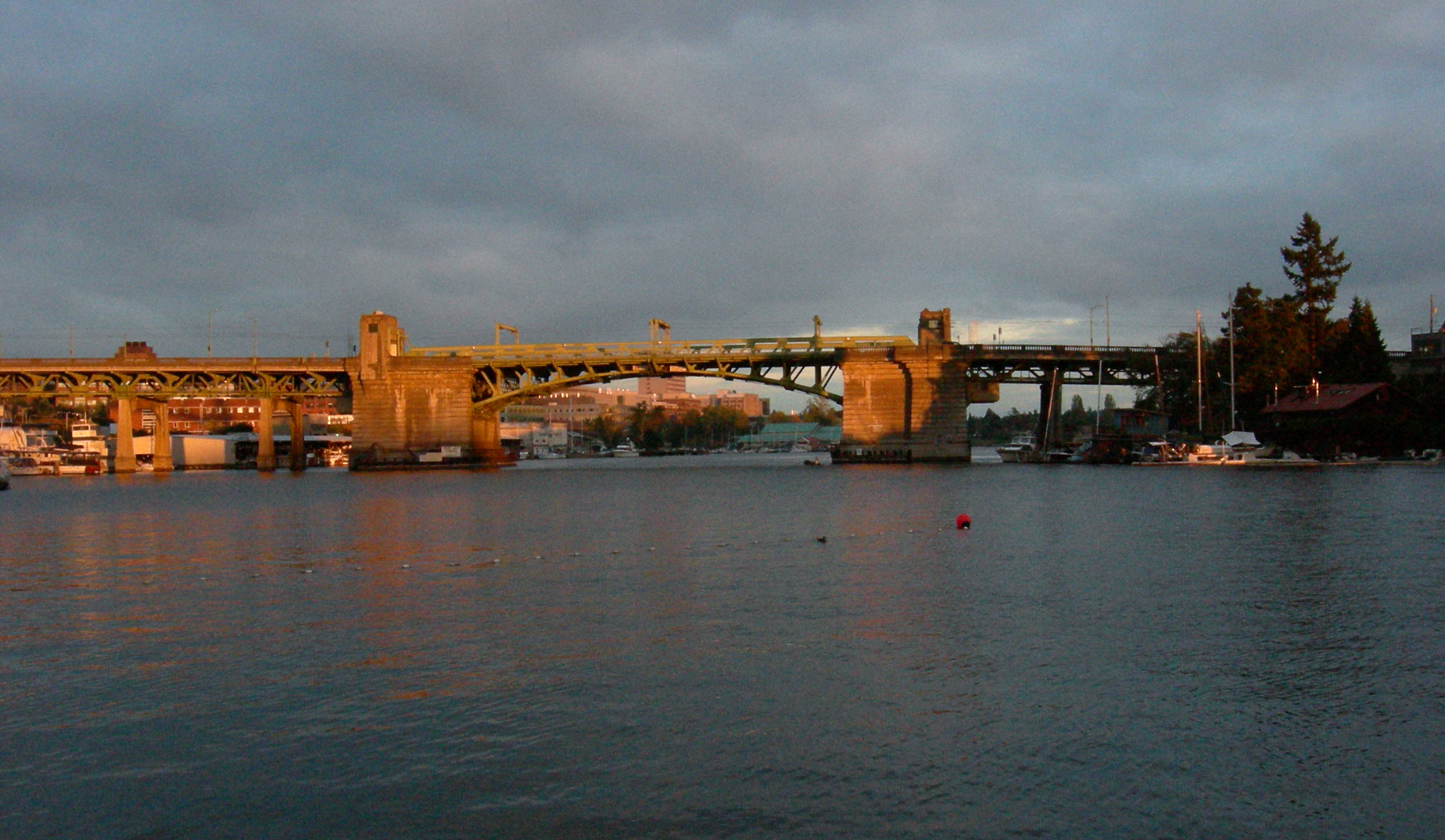
由西望向落日时的大桥
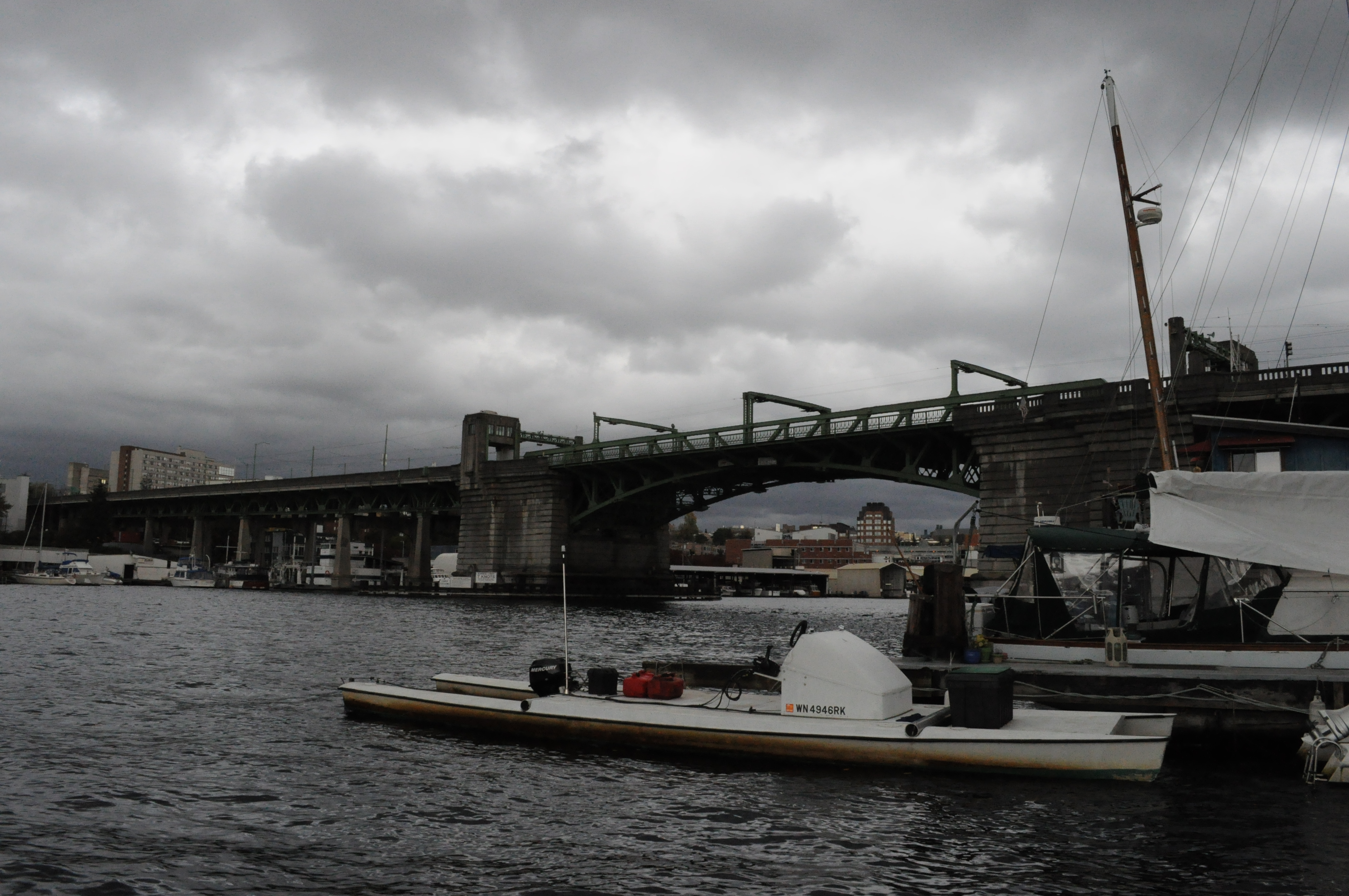
由南望向大桥
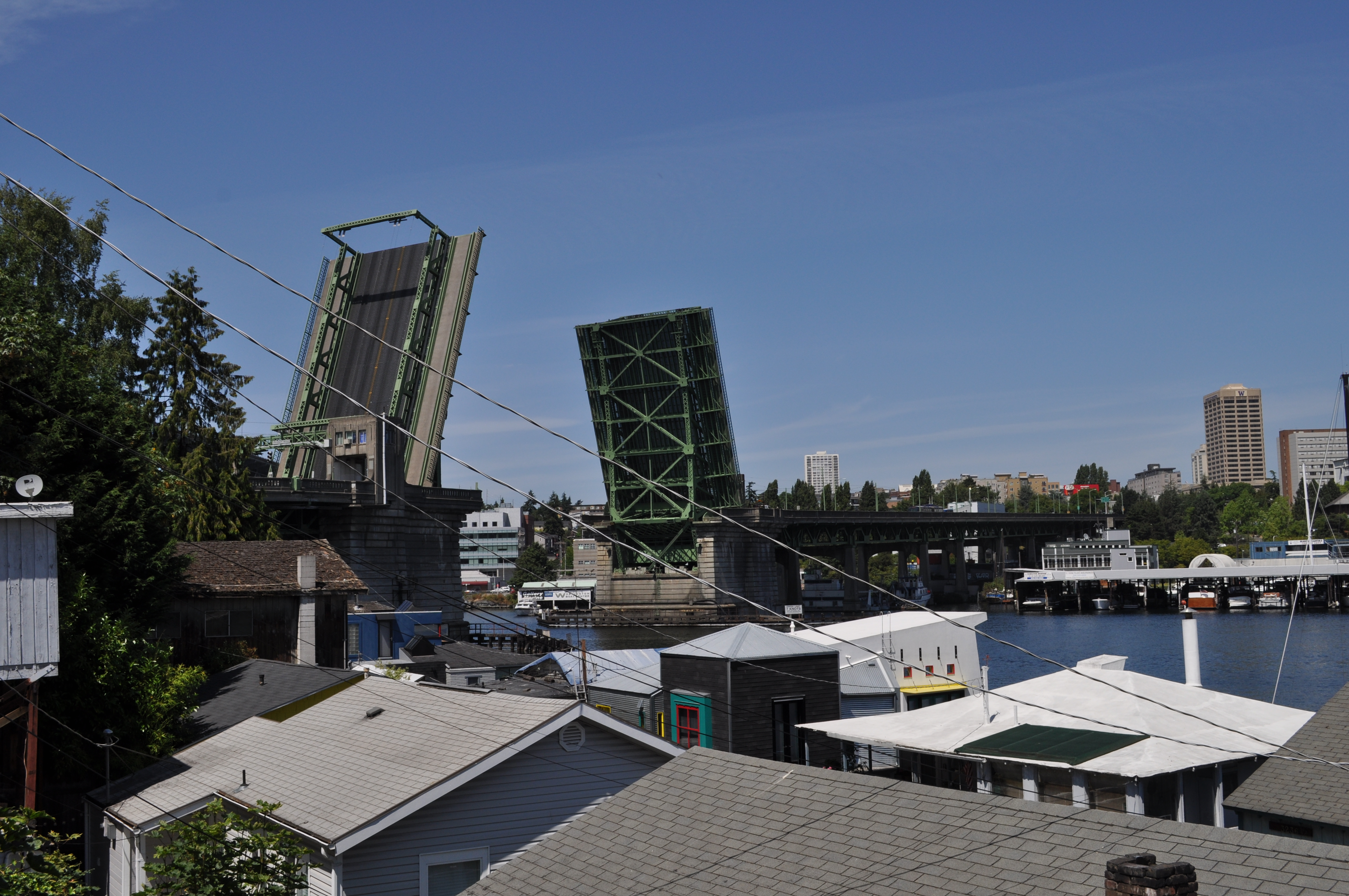
向上开启中的大桥